# Ждриеловичи
Ждриеловичи (на сръбски: Ждријеловићи) е село в Босна и Херцеговина, разположено в община Требине, в ентитета на Република Сръбска. Населението му според преброяването през 2013 г. е без жители.

## Население
Численост на населението според преброяванията през годините:
- 1961 – 157 души
- 1971 – 132 души
- 1981 – 127 души
- 1991 – 61 души
- 2013 – 0 души